# Tony Mansfield
Tony Mansfield (Clapham, 19 januari 1955) is een Britse muzikant, songwriter en producent.

## Carrière
Mansfield werkte (voornamelijk als songwriter) samen met bands als After the Fire, A-ha, Aztec Camera, Captain Sensible (Wot), Naked Eyes, The B-52's, Vicious Pink, Mari Wilson, Miguel Bosé, Nick Straker en Ana Torroja. Met de Nick Straker Band nam hij als gitarist in 1979 de top 10-hit A Walk in the Park op, die werd geschreven door Nick Straker.
Met zijn band New Musik had hij in 1980 drie Britse top 40-hits en een nummer 1-hit in Frankrijk. Ze brachten in totaal de drie albums From A To B (1980), Anywhere (1981) en Warp (1982) uit.
Tony Mansfield telt tegenwoordig bij velen als pionier en mijlpaal van de synthpop. In het bijzonder het laatste album Warp van New Musik was in 1982 zijn tijd ver vooruit en bracht veel vernieuwing. Achterwaarts lopende zangreeksen en sterk bewerkte drumsounds matten het luistergenot van de toenmalige luisteraar af, zodat het laatste album commercieel weinig succesvol was en een geheime tip bleef bij insiders. Men leest zeer vaak, dat New Musik de meest onderschatte band was van de vroege jaren 1980.
Na de ontbinding van New Musik in 1982 formeerde Mansfield met zijn broer Lee en Rob Fisher (ex-Naked Eyes) de band Planet Haha, waarmee ze de single Home uitbrachten. Daarna werkte hij met de drummer Yukihiro Takahashi van YMO samen.  Bij de vier nummers Drip Dry Eyes, Memory Without Consequence, Disposable Love en Connection werkte hij buiten de productie nog mee bij het zanggedeelte. Hij produceerde ook de Letse inbreng van de band Brainstorm tijdens het Eurovisiesongfestival 2000 in Stockholm, die met 136 punten de 3e plaats bereikte.
- Bibsys: 11042055
- Gemeinsame Normdatei: 134454529
- International Standard Name Identifier: 0000 0000 5547 3543
- Library of Congress Control Number: n93109192
- MusicBrainz: 4c95359c-5926-4c49-87a6-5782e60c0d0d
- Nederlandse Thesaurus van Auteursnamen: 070446571
- Virtual International Authority File: 38593615
- WorldCat: E39PBJj4rPvrjfP683bCgTgMyd